# Värendsvallen
Värendsvallen es un estadio multiusos ubicado en Växjö, Suecia. Administrado por el municipio de la ciudad, es usado principalmente para albergar partidos de fútbol y en él hizo de local el Östers IF hasta el septiembre de 2012. También cuenta con una pista atlética. 

## Historia
Inaugurado en 1966 tras dejar el Gamla Värendsvallen, creado en 1932, en él Östers obtuvo las cuatro Allsvenskan que posee en su palmarés. Solo al año siguiente de su apertura batió su récord de asistencia en un encuentro de play-offs de ascenso entre los locales y el IK Brage, que contó con 26 404 espectadores.
Luego del anuncio de que Suecia sería la sede para la Eurocopa Femenina 2013, el club buscó crear un nuevo estadio. Los trabajos para este nuevo recinto iniciaron en marzo de 2011 y tras 18 meses llevaron a la inauguración del Visma Arena, donde ejerce su localía el Östers IF. El último encuentro oficial disputado por el equipo antes de su traslado fue el 1 de septiembre de 2012 contra el IK Brage.

## Instalaciones
El campo principal del estadio cuenta con una superficie de 105 x 65 metros, además de ocho pistas de atletismo. El recinto permite un total de 8500 espectadores para eventos deportivos y unos 25 000 en arreglos para conciertos.
En el lugar también hay un campo de césped sintético con las mismas dimensiones, pensado principalmente para entrenamientos.